# Rubus aculiferus
Rubus aculiferus är en rosväxtart som beskrevs av Merritt Lyndon Fernald. Rubus aculiferus ingår i släktet rubusar, och familjen rosväxter. Inga underarter finns listade i Catalogue of Life.